# Hoehneella heloisae
Hoehneella heloisae är en orkidéart som beskrevs av Augusto Ruschi. Hoehneella heloisae ingår i släktet Hoehneella och familjen orkidéer. Inga underarter finns listade i Catalogue of Life.